# Space Race
Space Race (с англ. — «космическая гонка») — это аркадная видеоигра производства компании Atari inc.
Была создана в июле 1973 года и стала второй игрой компании Atari после Pong.
Игровой автомат мог сохранять рекорды в таблице рекордов.

## Цель игры
Игроки должны пролететь на космическом ракетном корабле, уворачиваясь от препятствий в виде астероидов.

## Режимы игры
В игре могут участвовать один или два человека. Каждый управлял своим кораблем при помощи джойстика.